# Municipio de Walnut Creek (Ohio)
El municipio de Walnut Creek (en inglés: Walnut Creek Township) es un municipio ubicado en el condado de Holmes en el estado estadounidense de Ohio. En el año 2010 tenía una población de 3821 habitantes y una densidad poblacional de 53,04 personas por km².

## Geografía
El municipio de Walnut Creek se encuentra ubicado en las coordenadas 40°33′24″N 81°42′11″O / 40.55667, -81.70306. Según la Oficina del Censo de los Estados Unidos, el municipio tiene una superficie total de 72.04 km², de la cual 71,96 km² corresponden a tierra firme y (0,11 %) 0,08 km² es agua.

## Demografía
Según el censo de 2010, había 3821 personas residiendo en el municipio de Walnut Creek. La densidad de población era de 53,04 hab./km². De los 3821 habitantes, el municipio de Walnut Creek estaba compuesto por el 99,53 % blancos, el 0,13 % eran afroamericanos, el 0,08 % eran amerindios, el 0,03 % eran asiáticos, el 0,05 % eran de otras razas y el 0,18 % eran de una mezcla de razas. Del total de la población el 0,37 % eran hispanos o latinos de cualquier raza.